# フュン島

フュン島の位置

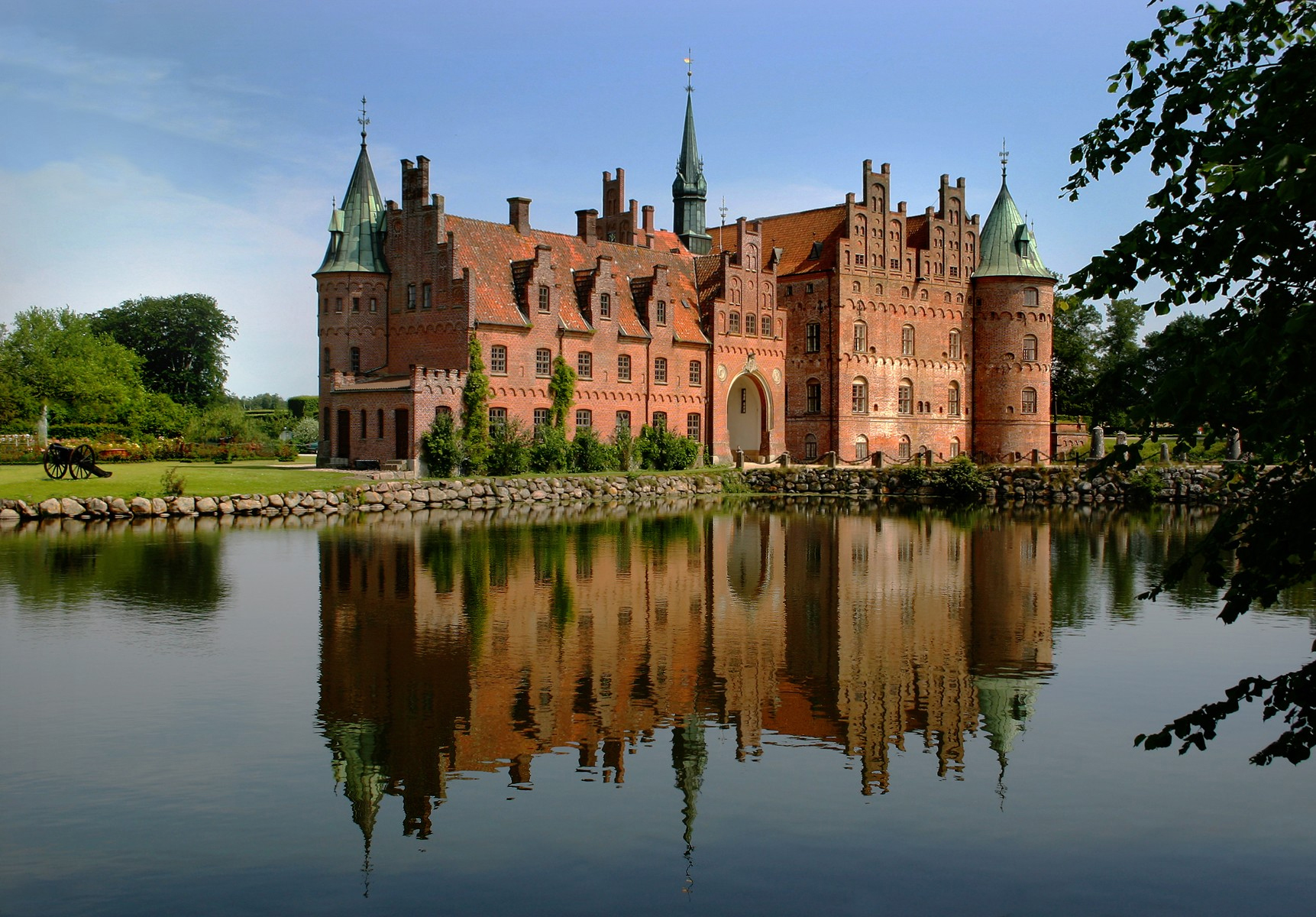
フュン島にあるイーエスコウ城。

フュン島（デンマーク語：Fyn）は、デンマークの中央部にある島。ユトランド半島の東に位置し、面積は2,984 km2でグリーンランドとその属島を除くとデンマークで3番目に広い。人口は477,131人（2024年時点）。
中心都市は島の中央部にあるデンマーク第3の都市オーデンセで、童話作家ハンス・クリスチャン・アンデルセンの出身地として有名。少年期の14年を過ごした家も残っており、アンデルセンの家という名のついた博物館もある。
フュン島は周辺の島を併せてフュン県を構成していたが、2007年の自治体再編により南デンマーク地域（Region Syddanmark）に属する。
フュン島と首都コペンハーゲンのあるシェラン島とは大ベルト海峡で隔てられている。1998年に完成した大ベルト橋は、海峡の中にあるスプロウエ島を間に挟んだ西橋と東橋からなり、東橋は主スパン長1624mで、世界第2位の長さの吊橋である。
フュン島と西側のユトランド半島の間には小ベルト海峡があり、2本の橋で結ばれており、南のトーシンエ島との間にも橋がある。マガンなどのウ、カモ、ガン類が生息している小ベルト海峡および北海岸のエベル島付近はラムサール条約登録地である。
島の東部の小さな村ヘスルエーヤに約370立方メートル、1000トン余の大石が存在し、「姥石」（うばいし）と呼ばれている。その大石は周囲の土壌とまったく関係ない花崗岩である。氷河に押し流された捨て子石とか迷子石とか言われるものの一種であることは確かである。